# کاکتوس‌های پرچانه
کاکتوس‌های پُرچانه (نام علمی: Gymnocalycium) نام یک سرده از تیره کاکتوس است.

## نگارخانه

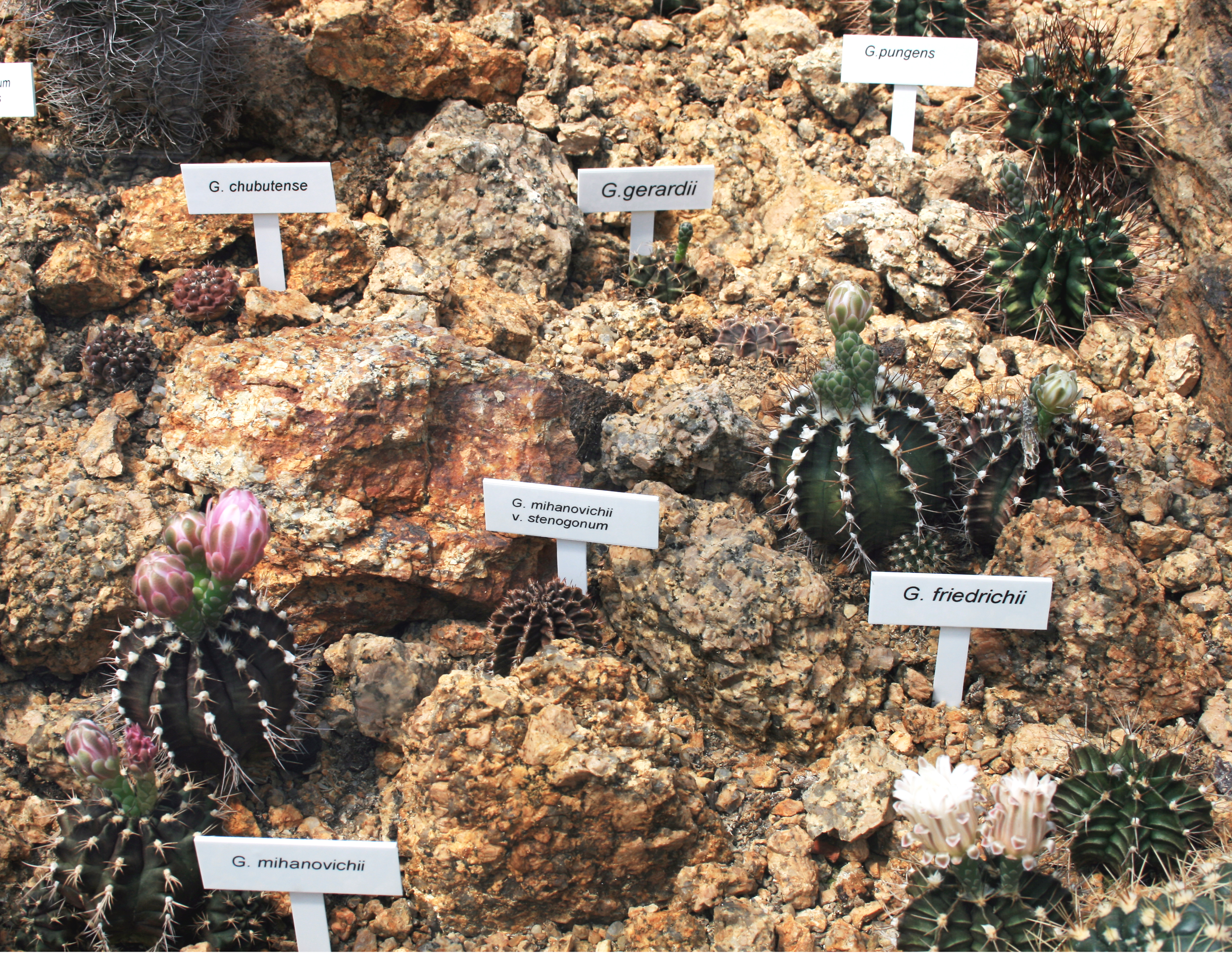
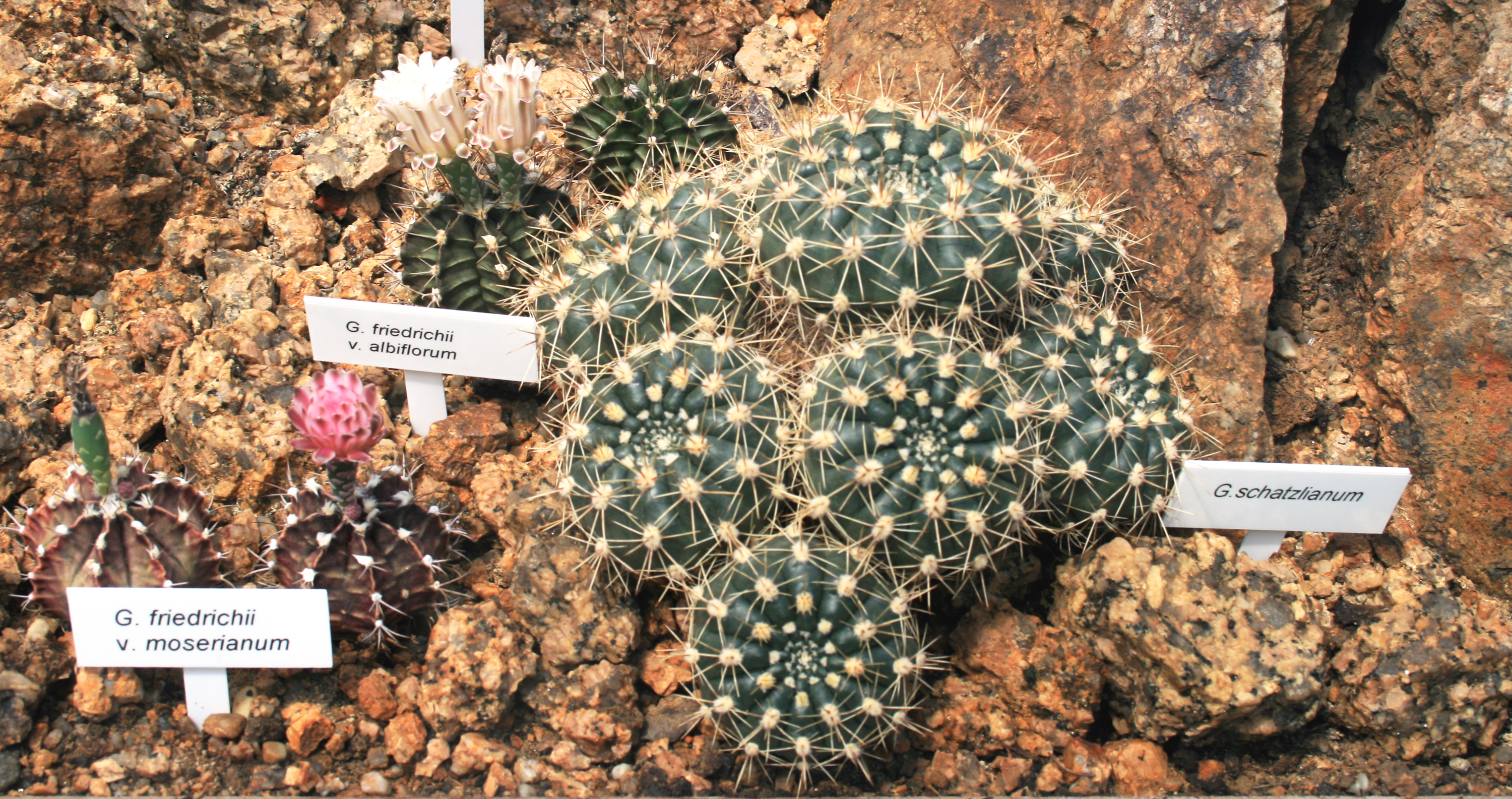
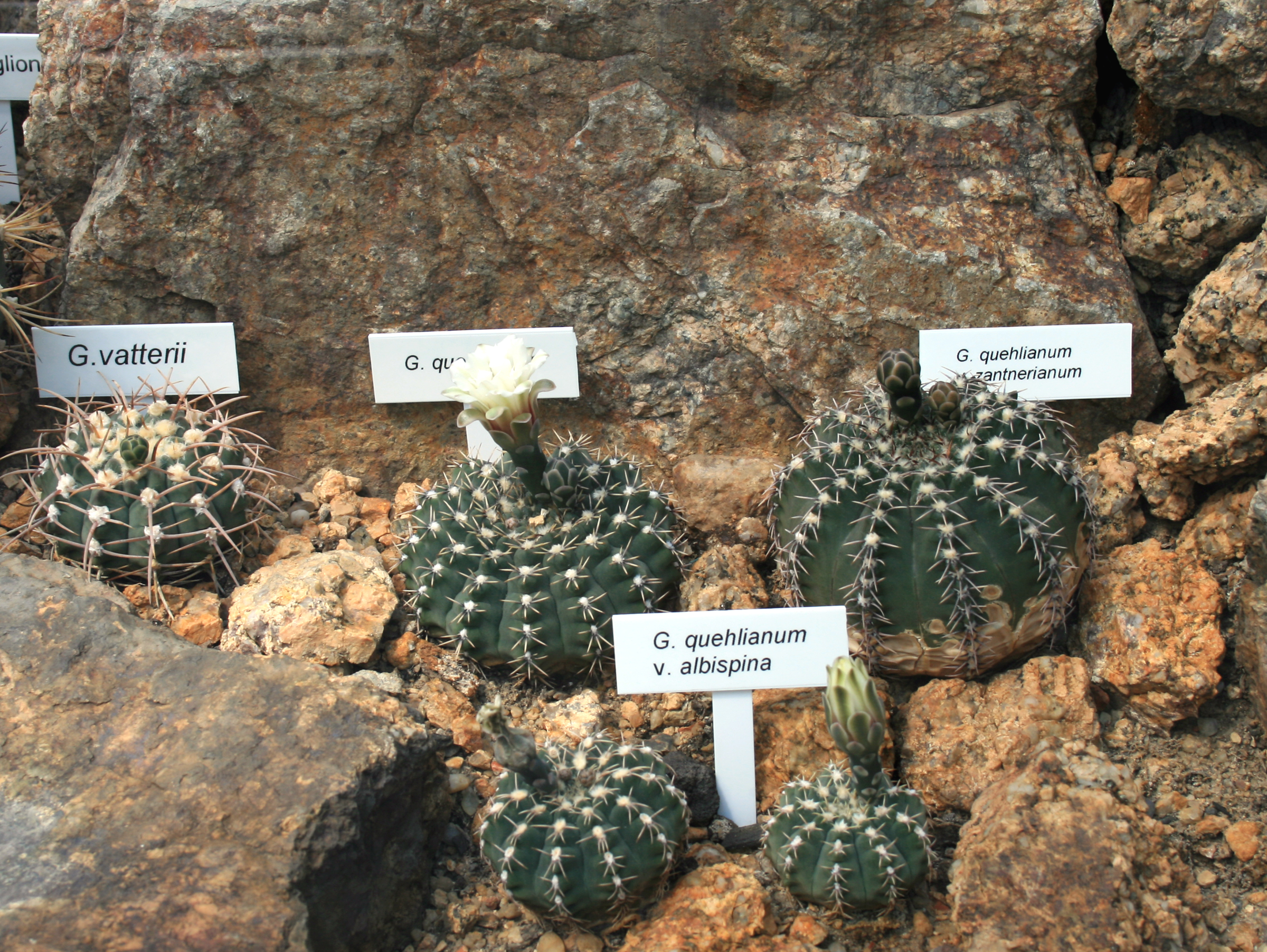
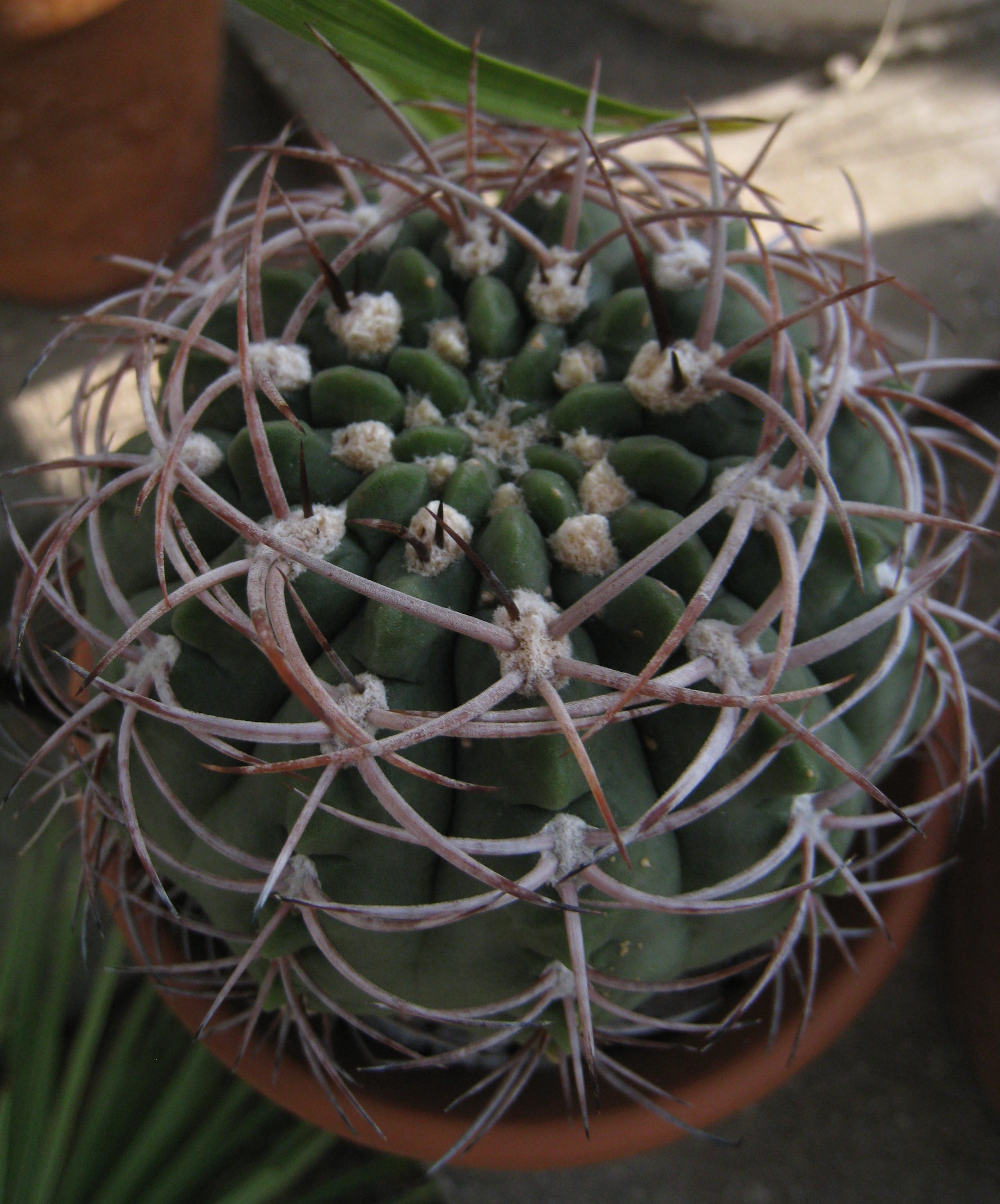
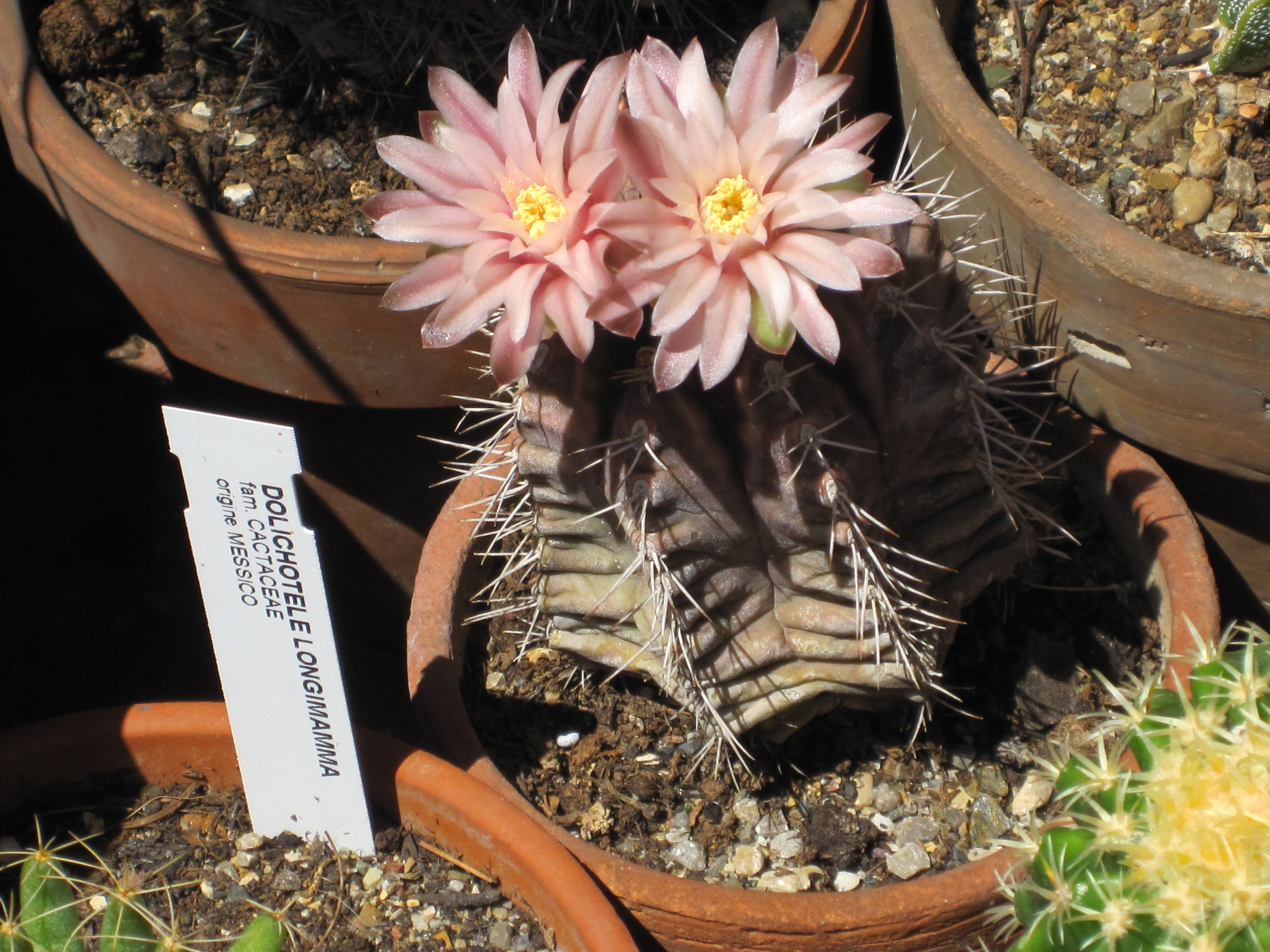
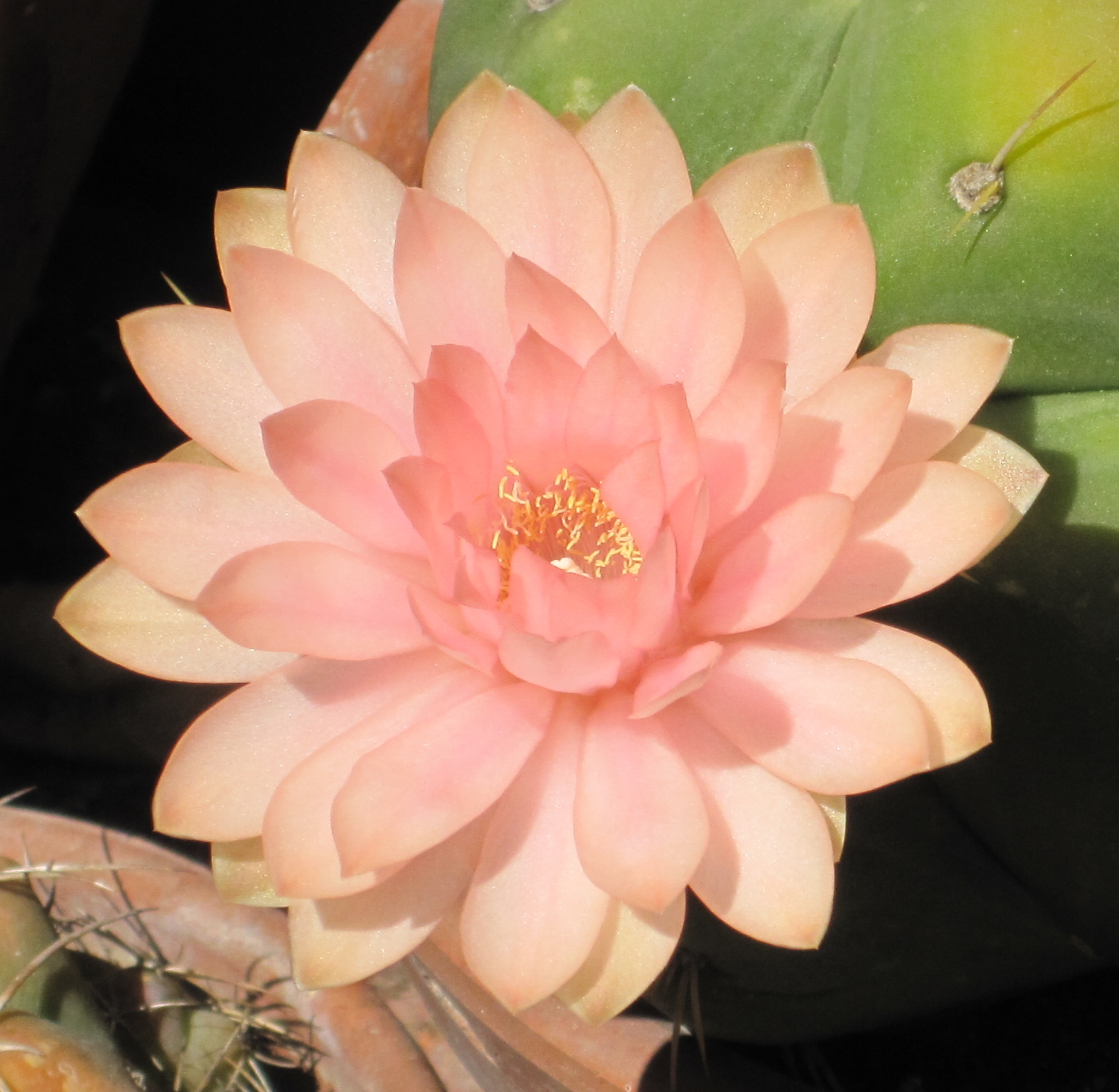
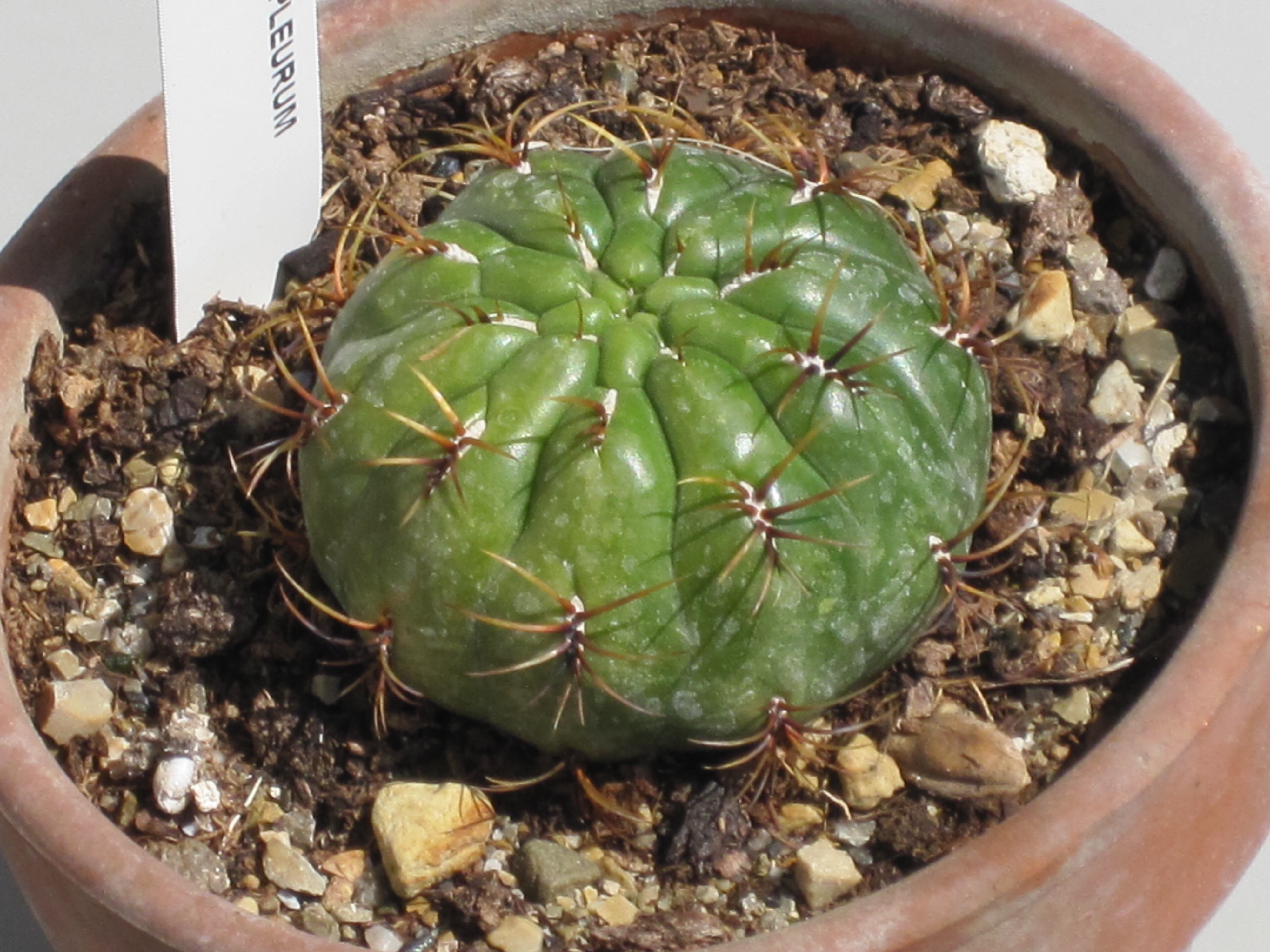
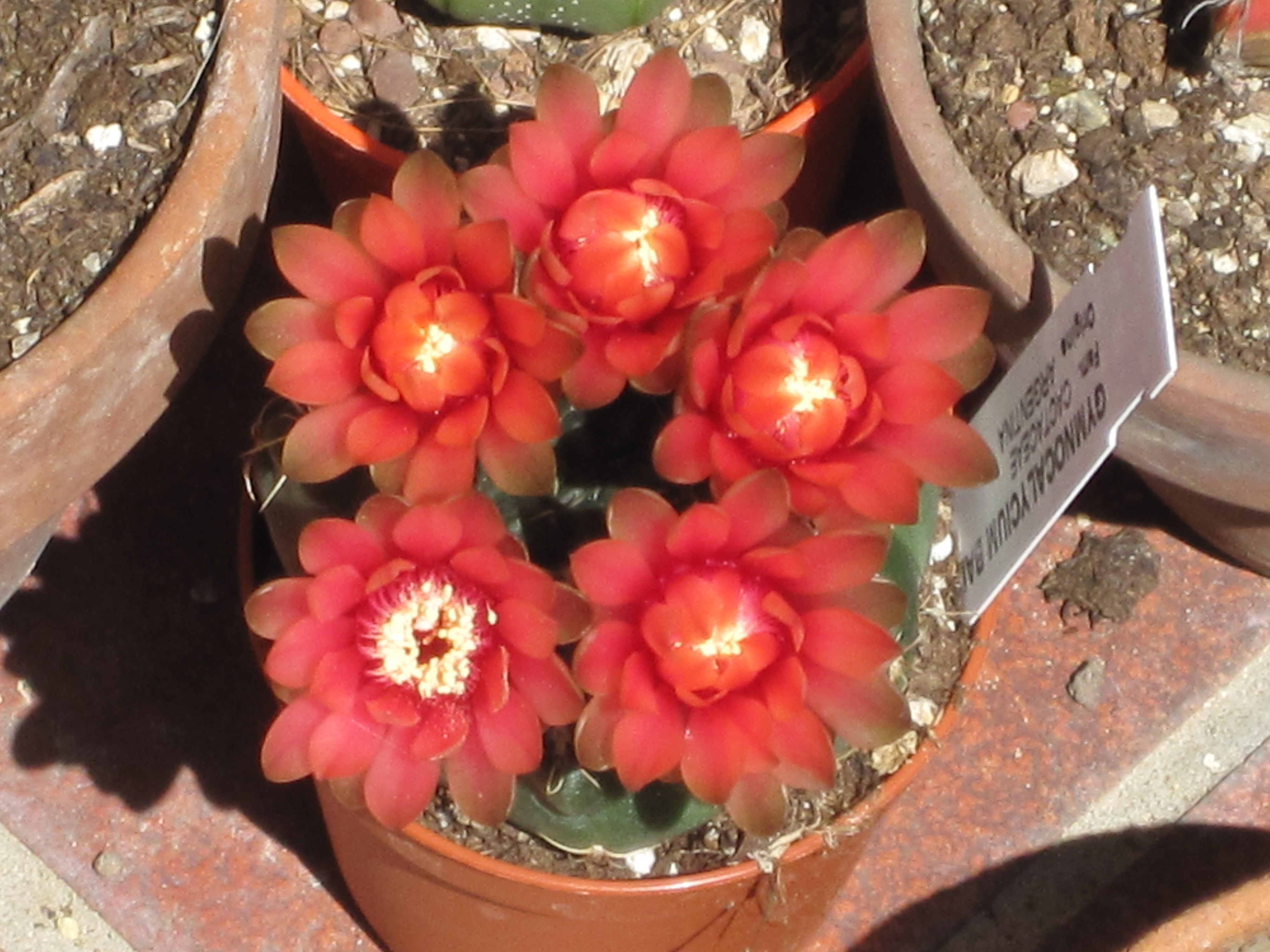
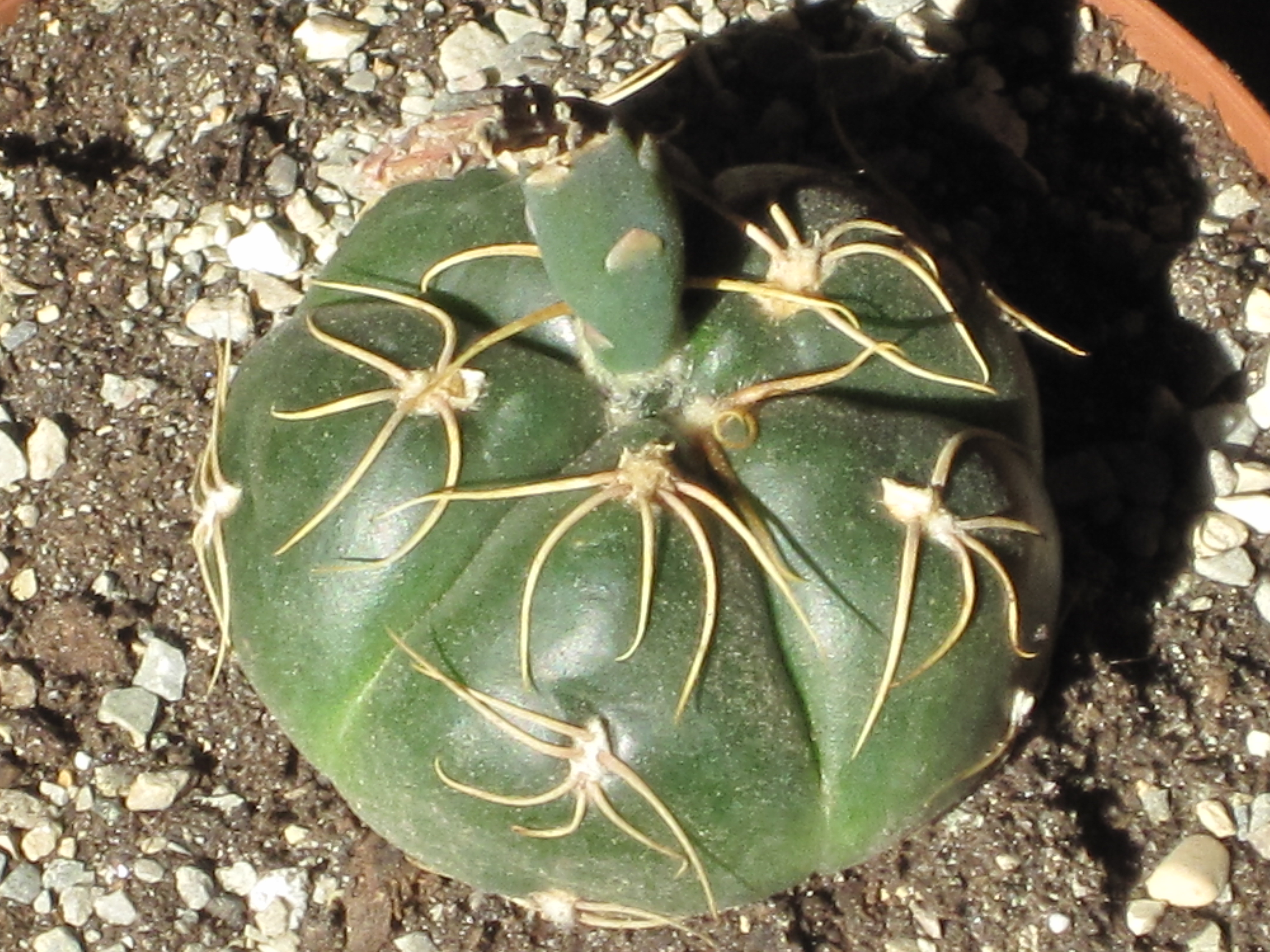
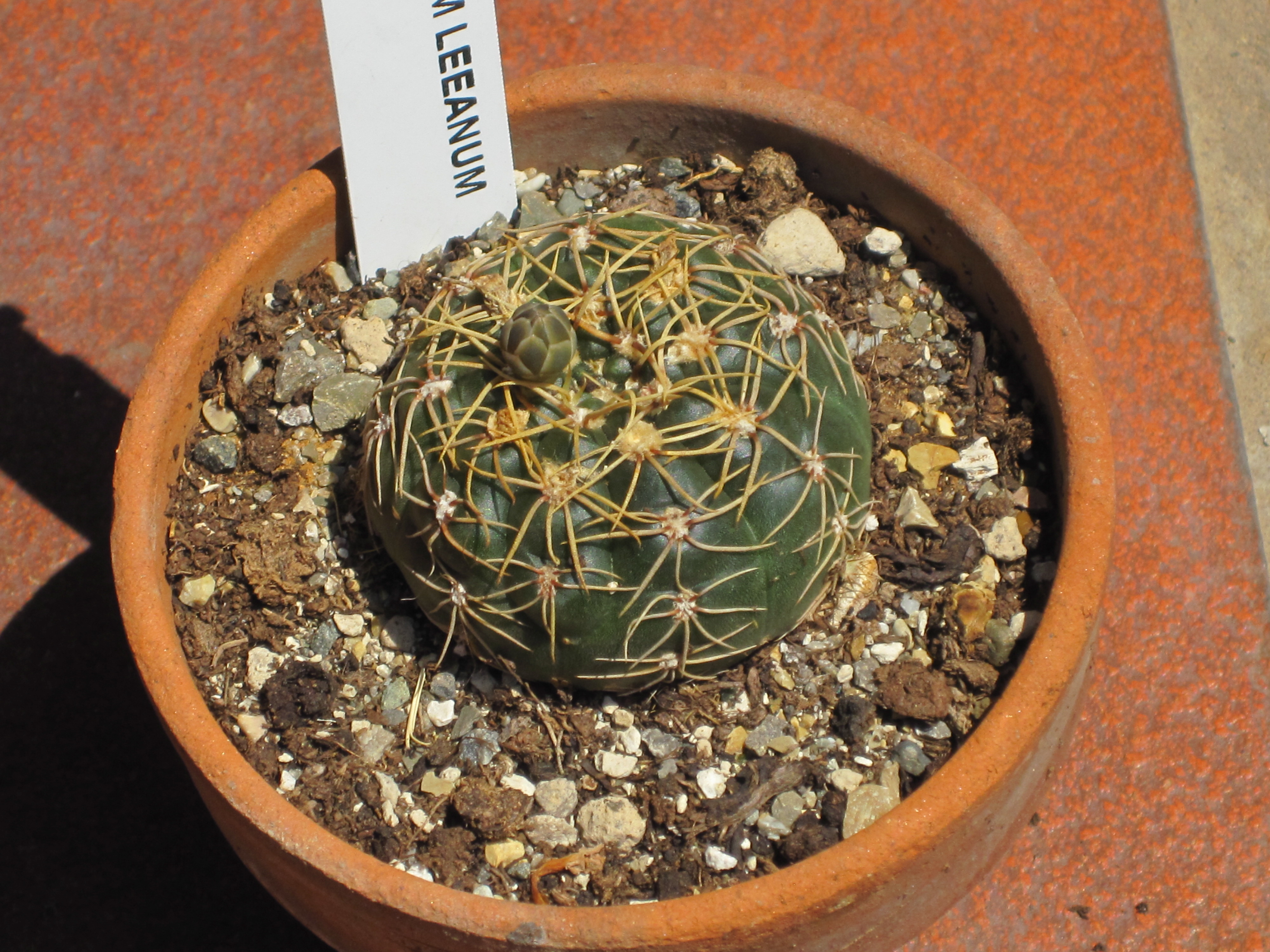
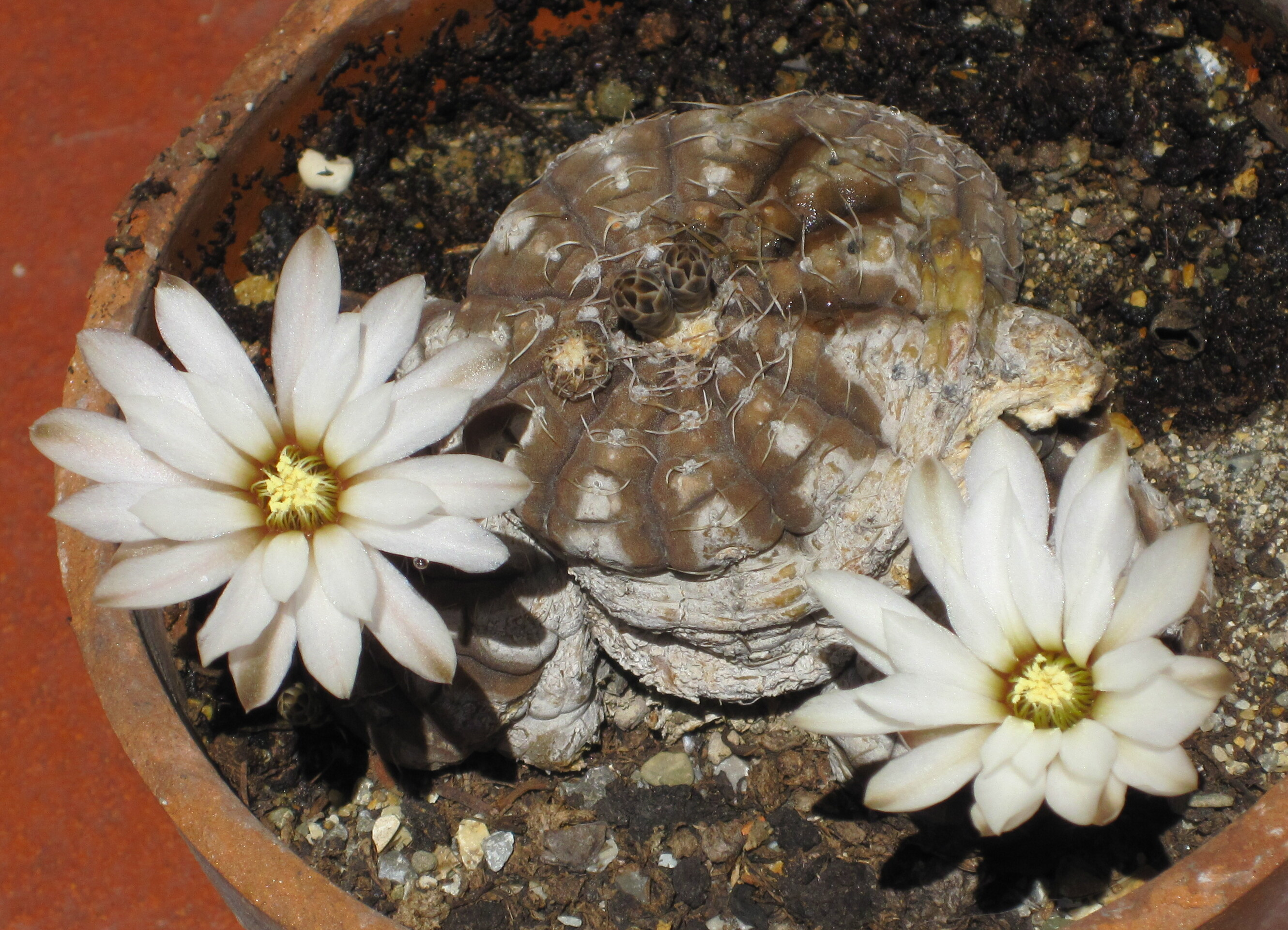
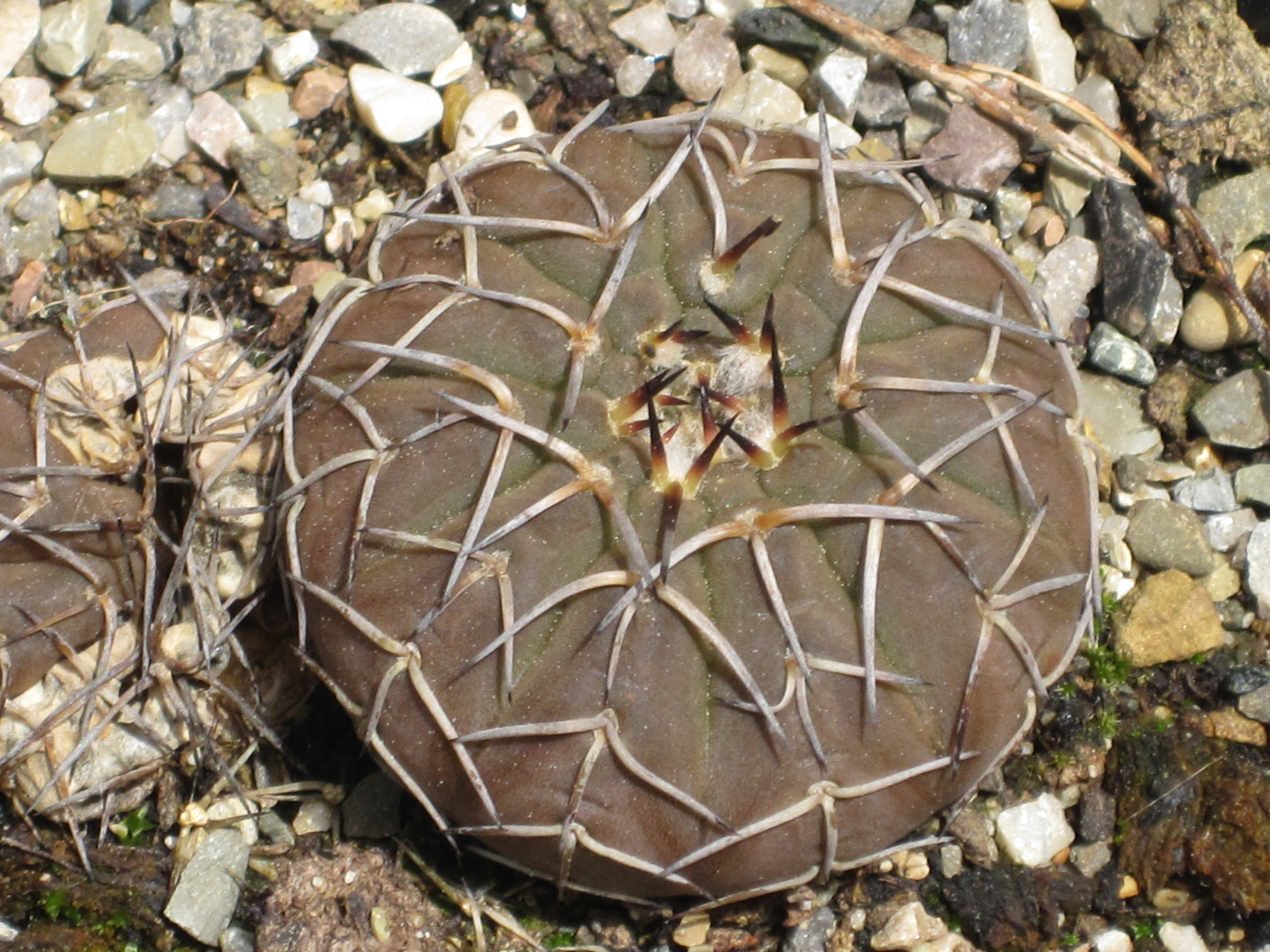
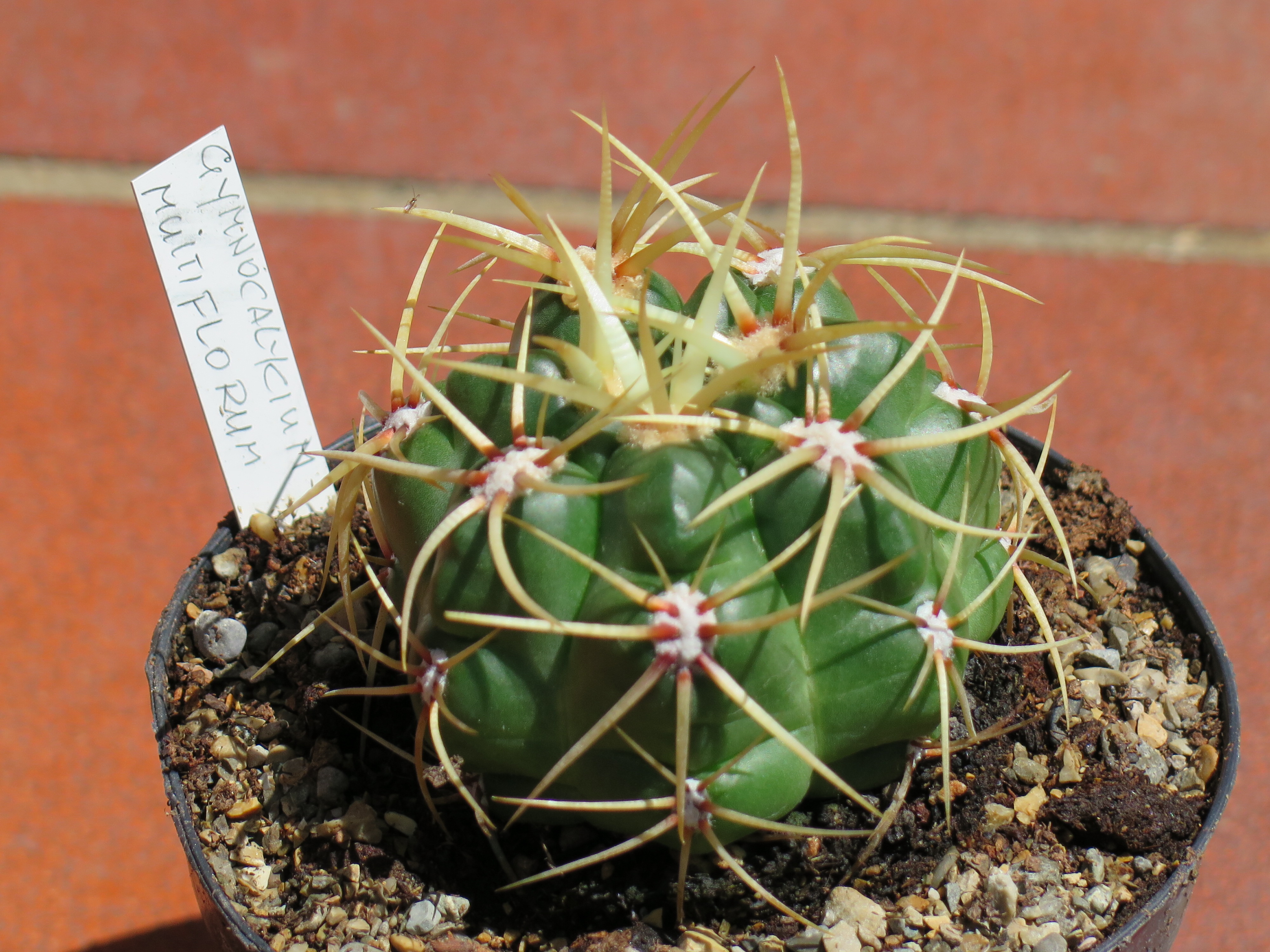
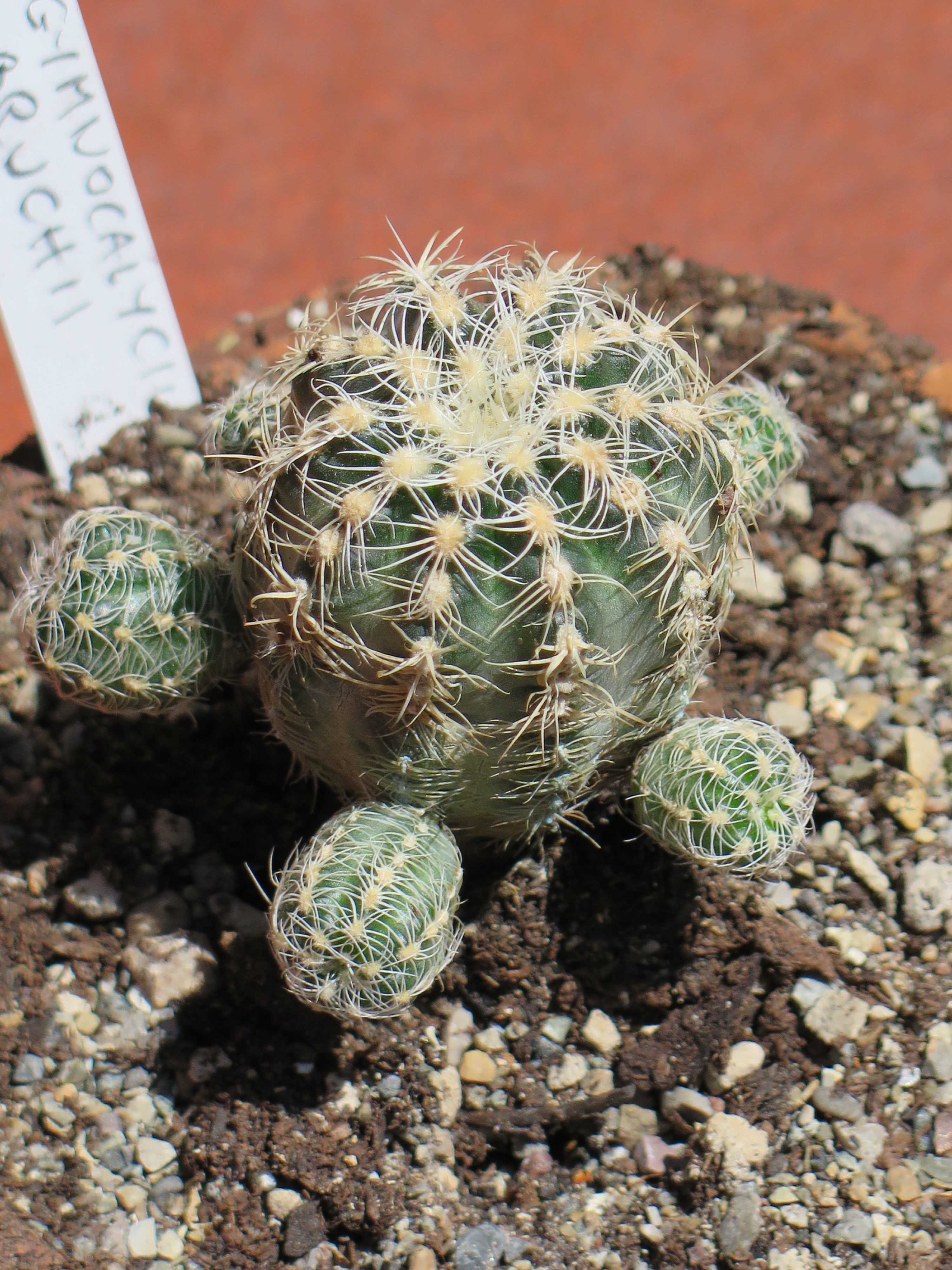
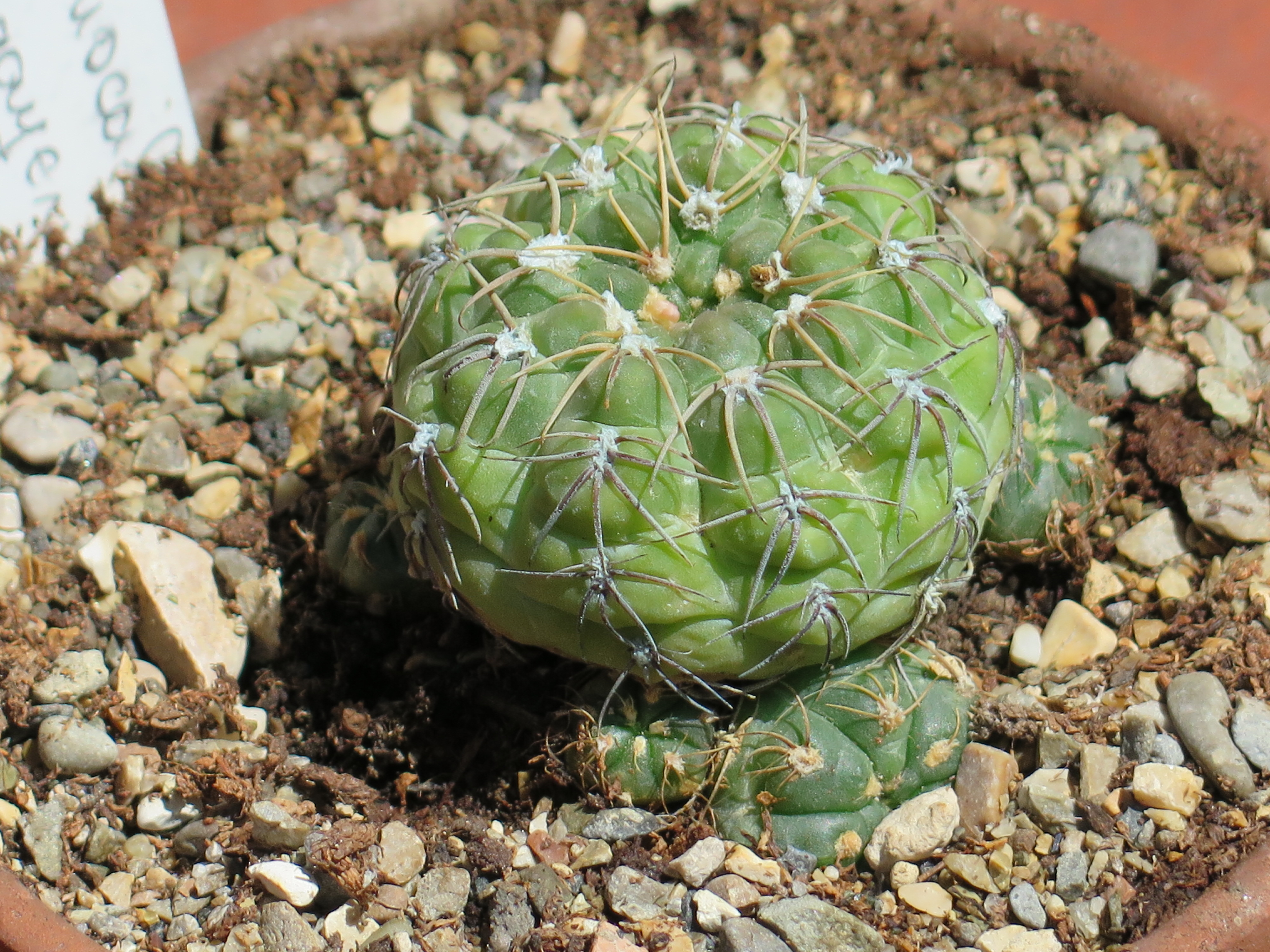
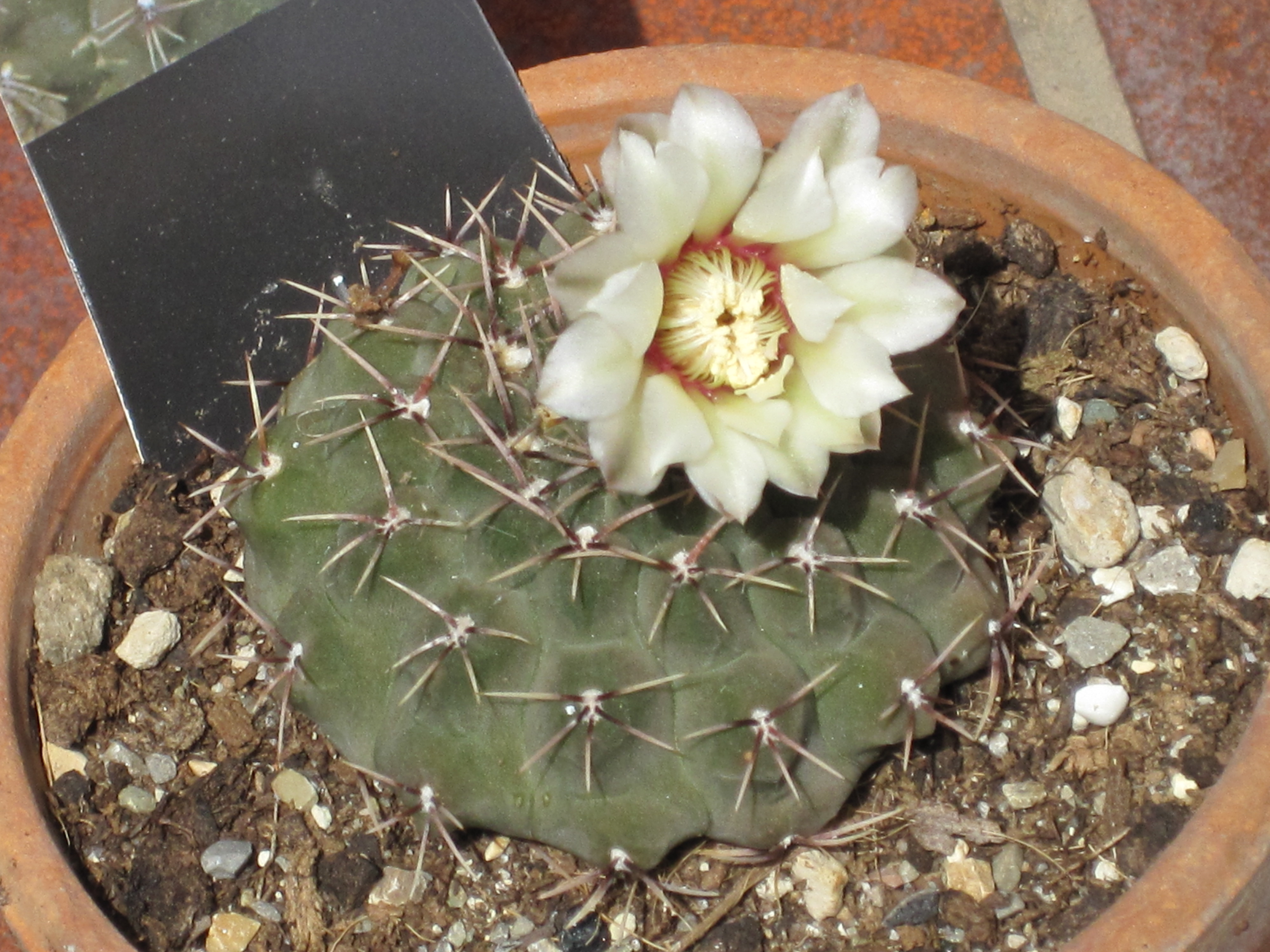
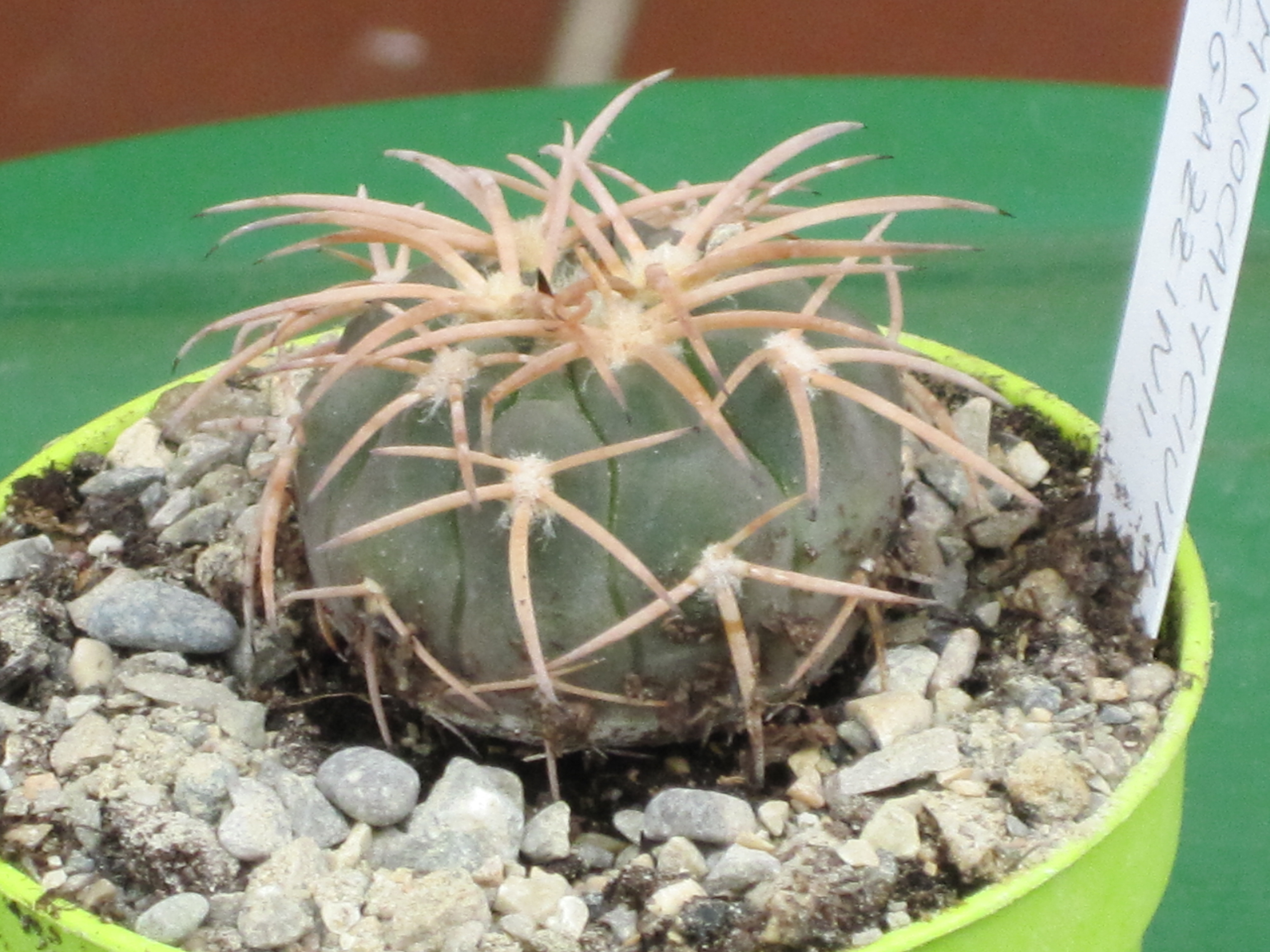
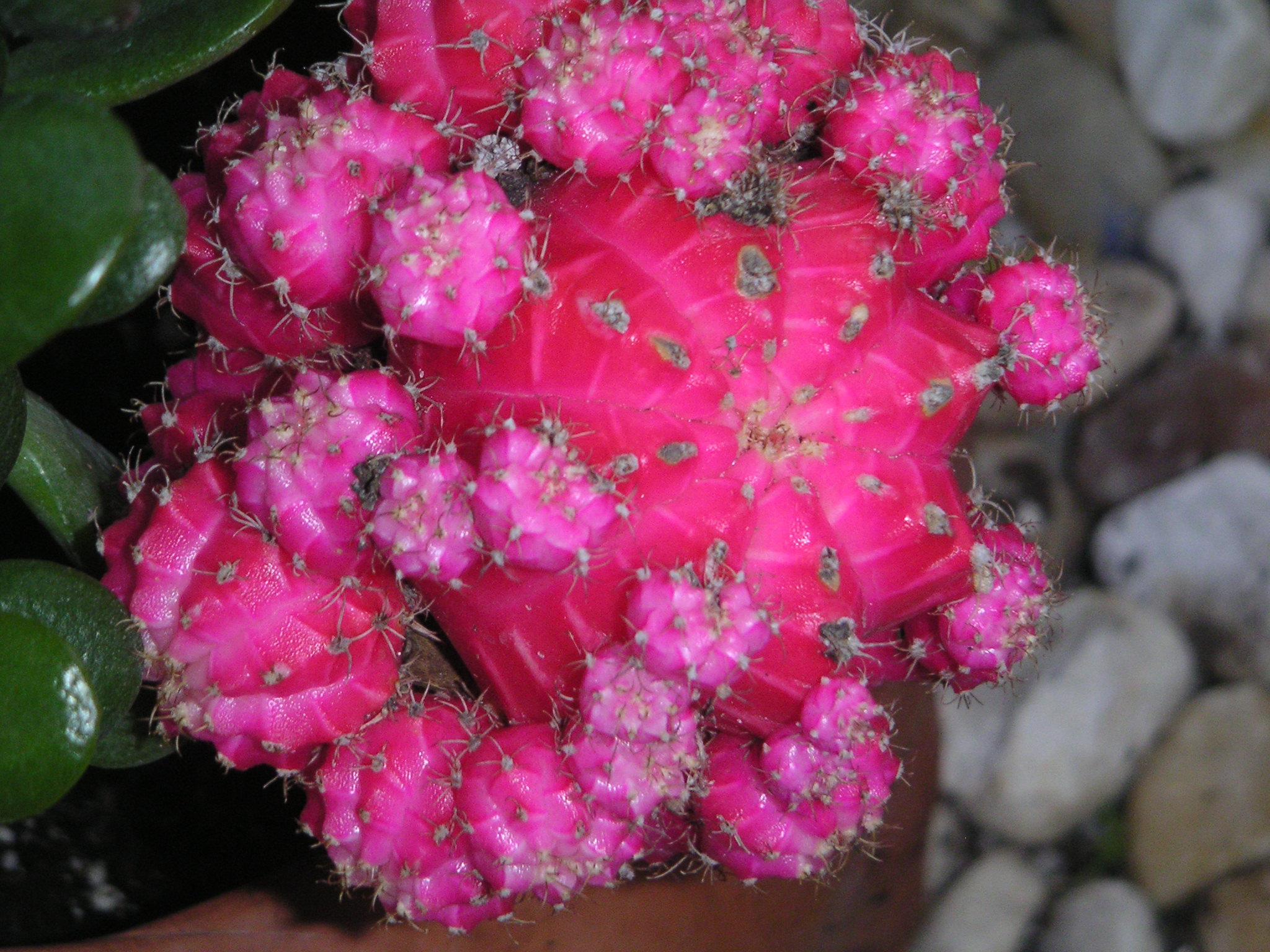